# Ana-Maria Brânzăová
Ana-Maria Florentina Brânzăová provdaná Ana-Maria Popescuová (* 26. listopadu 1984 Bukurešť, Rumunsko) je rumunská sportovní šermířka, která se specializuje na šerm kordem.
Rumunsko reprezentuje od prvního desetiletí jednadvacátého století. Na olympijských hrách startovala v roce 2004, 2008, 2012 a 2016 v soutěži jednotlivkyň a družstev. V soutěži jednotlivkyň získala na olympijských hrách 2008 stříbrnou olympijskou medaili. V roce 2002 a 2011 obsadila třetí místo na mistrovství světa v soutěži jednotlivkyň a v roce 2013 získala titul mistryně Evropy. S rumunským družstvem kordistek vybojovala na olympijských hrách 2016 zlatou olympijskou medaili. S družstvem kordistek dále vybojovala dva tituly mistryň světa (2010, 2011) a celkem šest titulů mistryň Evropy (2006, 2008, 2009, 2011, 2014, 2015).